# Tillandsia roseospicata
Tillandsia roseospicata là một loài thực vật có hoa trong họ Bromeliaceae. Loài này được Matuda miêu tả khoa học đầu tiên năm 1975.